# Frazada tigre
La frazada tigre, también llamada cobertor de tigre y en México cobertor San Marcos, es un tipo de prenda textil de abrigo usada para proteger del frío; muy popular en algunos países latinoamericanos, siendo originario de Perú.

## En México
Los cobertores de tigre se empezaron a fabricar en la localidad de Aguascalientes, en el norte de México, a mediados de la década de 1970. Durante un viaje por España, donde también son muy habituales este tipo de prendas, el empresario textil Jesús Rivera Franco descubrió el tejido sintético. Tras volver a México comenzó la producción en una fábrica en Aguascalientes, llamándolos cobertores San Marcos en honor al barrio de Aguascalientes donde residía. Como logotipo para su marca adoptó la puerta del Jardín de San Marcos, un lugar emblemático de la ciudad.
El producto se hizo popular y se comenzó a distribuir por todo México y Centroamérica. En la década de 1990, sin embargo, la competencia de la industria textil china ocasionó que Rivera Franco vendiera la compañía a Monterrey Cydsa. En 2004 la fábrica original de los cobertores San Marcos fue desmantelada. Los cobertores con diseño de tigre siguieron confeccionándose por la empresa SIENA Home textiles, ubicada en Santa Ana Chiautempan, Tlaxcala.

## En Perú

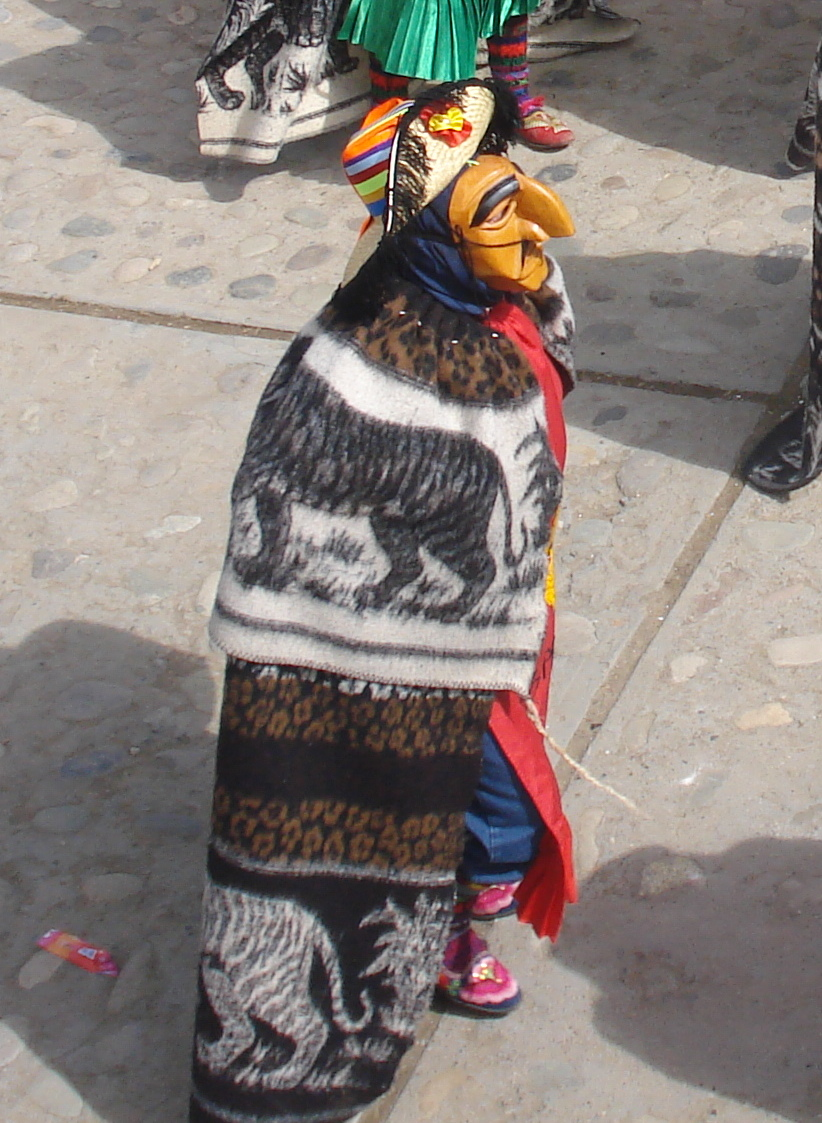
Huacón moderno llevando una frazada tigre como parte de su indumentaria.

El origen de las frazadas de tigre en Perú no está claro, aunque existen referencias que apuntan a la Fábrica de Tejidos Maranganí como la primera empresa en producirlas. Sin embargo, desde 1888 se fabrican en la Fábrica de Tejidos Santa Catalina de Lima.
La frazada es parte importante de la vestimenta del huacón moderno, personaje principal de la Huaconada de Mito, danza del distrito de Mito declarada Patrimonio Cultural Inmaterial de la Humanidad por la UNESCO.

### Fábrica de Tejidos Maranganí
A partir del siglo XVIII, en el Perú se introdujo la industrialización en los diseños, esto quiere decir que comenzó la era de los motivos seriados y multiplicados, la misma que correspondió a los momentos de cambio que estaba atravesando la industria en general. En el caso del Cusco, luego de la Independencia, el Corregimiento de Tinta, famoso por concentrar gran cantidad de actividad textil, se convirtió en Provincia, y la Intendencia del Cusco en Departamento. Empezaron a construirse telares industriales para la elaboración de tejidos ligeros de algodón, decayendo los obrajes tradicionales de Cusco, Oruro, La Paz y Chuquisaca.  Para la mitad del siglo XIX, una resolución suprema liberó la importación de todo tipo de máquinas industriales, una medida que tendría resultados inmediatos. En la zona andina, en la que la producción textil llevaba una larga y fructífera tradición, se menciona el caso de la fábrica de tejidos de Lucre, en la provincia de Quispicanchis (Cusco), cuya base fueron los obrajes en el sistema de chorrillos, y también a mano. En septiembre de 1859 Ramón Nadal, con sus hijos y yerno como socios capitalistas, y Narciso Alayza como socio industrial, firmaron un convenio para fundar una fábrica de hilados y tejidos de lana. Alayza viajó a Francia donde adquirió maquinaria en la firma Mercier, y contrató personal especializado que, posteriormente, fue llevado al Cusco. Allí se construyó la fábrica que inició sus actividades en 1861.